# Tribunal suprême de justice vénézuélien en exil
 (mai 2020).
Si vous disposez d'ouvrages ou d'articles de référence ou si vous connaissez des sites web de qualité traitant du thème abordé ici, merci de compléter l'article en donnant les références utiles à sa vérifiabilité et en les liant à la section « Notes et références ».
 (août 2024).
Le contenu est difficilement compréhensible vu les erreurs de traduction, qui sont peut-être dues à l'utilisation d'un logiciel de traduction automatique.
La Cour suprême ou Tribunal suprême de justice du Venezuela en exil, également appelée par son acronyme T.S.J. en exil ou TSJ Legítimo en espagnol, est le tribunal composé de 33 magistrats assermentés le 21 juillet 2017 par l'Assemblée nationale vénézuélienne (AN 2016-2021) pendant la crise institutionnelle du pays.  
Ce tribunal remplacerait les précédents magistrats nommés en fin décembre 2015, ex-tempore, de manière irrégulière en termes de synchronisation, par l'Assemblée nationale seulement quelques jours après l'élection du 6 décembre 2015, élection parlementaire redevenue majoritairement d'opposition au gouvernement de l'époque. Il est appelé « en exil » du fait des persécutions et harcèlements subis par ses membres dès le moment de sa nomination en 2017. 
Les magistrats de ce tribunal résident dans quatre pays différents (Panama, Chili, Colombie et États-Unis) et ils se réunissent de manière hebdomadaire via Internet. 
Le T.S.J. en exil se base sur la compétence universelle et des principes des tribunaux comme ceux de Nuremberg, le Tribunal pénal international pour l'ex-Yougoslavie et le Tribunal pénal international pour le Rwanda, mais pour les procédures judiciaires vénézuéliennes.  

## Antécédents
L'Assemblée nationale vénézuélienne a été renouvelée lors des élections législatives le 6 décembre 2015 pour un mandat courant du 5 janvier 2016 au 5 janvier 2021. Au lendemain d'un résultat électoral adverse pour le gouvernement de Nicolás Maduro, avec une majorité absolue et qualifiée (supérieur à la moitié et supérieur ou égale à 2/3 des députés), l'Assemblée sortante se presse à nommer de façon ex-tempore des nouveaux magistrat avant que les nouveaux députés le fassent à partir de 2016.  
La nouvelle Assemblée nationale, qui a pris ses fonctions le 5 janvier 2016, est déclarée « illégale » quelques jours après par les mêmes magistrats pour la suspendre de tout son pouvoir (et l'annuler de facto vu sa nouvelle nature de contre-pouvoir) sous prétexte d'une invalidation de trois députés de l'État d'Amazonas, situé dans la jungle amazonienne et le moins peuplé en termes de densité de population. En mars 2017, ces magistrats s'octroient les pouvoirs des parlementaires puisque son « illégalité » continuait depuis plus d'un an selon eux-mêmes, ce qui devenait inadmissible.  
Au Venezuela où tous les pouvoirs sont, depuis l'arrivée d'Hugo Chavez, d'inclination ou sous contrôle chaviste, le 31 mars 2017, le procureur général du Venezuela, Luisa Ortega Díaz déclare nuls les arrêtés et alerte publiquement d'une déstabilisation institutionnelle et proclame en dehors de l'état de droit les attributions que ces magistrats s'octroient eux-mêmes. Le Conseil moral (quatrième pouvoir sur cinq au Venezuela) fait alors pression pour que ses propres membres, dont le procureur, reconnaissent les magistrats et son pouvoir pour passer outre de l'Assemblée national qui ne légiférait plus de facto depuis janvier 2016. Seul le Procureur utilise son veto et le nie, ce qui finirait par donner place à un approfondissement de la crise institutionnelle, à une pseudo-reconnaissance à l'Assemblée nationale qui avait été préalablement annulée et à la désignation de nouveaux magistrats par un comité de candidatures organisé par ce parlement selon ses attributions normales.  
Le Défenseur du Peuple, Tarek William Saab, déclare à son tour ex-tempore cette nouvelle désignation puisque selon lui les magistrats étaient nommés en ordre de loi en décembre 2015 et pour sa période de magistrature, de pour au moins 12 ans de plus[incompréhensible].  
Le 21 juillet 2017 les nouveaux magistrats, 13 titulaires et 21 suppléants, sont assermentés. Ce nouveau T.S.J. reconnait réciproquement les compétences et pouvoirs de l'Assemblée nationale pour légiférer ; trois jours plus tard trois des magistrats sont incarcérés et les 30 restants passent en captivité.  
En parallèle, le mois de juillet 2017, le premier pouvoir de l'exécutif dans la personne de Nicolas Maduro, sous une interprétation de la constitution de 1999, de la loi électorale, et assisté par les magistrats d'affinité à lui, s'octroie lui même le pouvoir pour convoquer une Assemblée nationale constituante, contrairement à ce qui devrait se faire avec son annonce pendant une campagne présidentielle, visant à rédiger une nouvelle constitution, et à remplacer le parlement et théoriquement tous les cinq pouvoirs avec des attributions supra-constitutionnelles.  Le 30 juillet serait forcé une élection de constituante dans ce sens autoritaire[pas clair]. 

## Composition et membres

### Salle Constitutionnelle
Principaux
- Miguel Ángel Martín Tortabu
- Elenis del Valle Rodríguez Martínez
- Coromoto Janette Cioly Zambrano Álvarez

Suppléants
- Luis Manuel del Valle Marcano Salazar
- Zuleima del Valle González
- Gabriel Ernesto Calleja Ángulo
- Gustavo José Sosa Izaguirre

### Salle de Cassation Pénale
Principaux
- Pedro José Troconis Da Silva
- Alejandro Jesús Rebolledo

Suppléants
- Milton Ramón Ladera Jiménez
- Cruz Alejandro Graterol Roque
- Beatriz Josefina Ruiz Marín

### Salle Politico-Administrative
Principaux
- Ángel Vladimir Zerpa Aponte
- Antonio José Marval Jiménez

Suppléants
- José Luis Rodríguez Piña
- Ramsis Ghazzaoui
- Manuel Antonio Espinoza Melet
- José Fernando Nuñez Sifontes

### Salle électorale
Principal
- Álvaro Marín

Suppléants
- Domingo Javier Salgado Rodríguez
- Idelfonso Ifill
- Rommel Rafael Gil Pino

### Salle de Cassation civile
Principaux
- Gonzalo Antonio Álvarez Domínguez
- Evelyna del Carmen D’Apollo Abraham
- Ramón José Pérez Linares

Suppléants
- Gonzalo José Oliveros Navarro
- Thomas David Alzuru Rojas
- Luis María Ramos Reyes

### Salle de Cassation sociale
Principaux
- Rubén Carrillo Romero
- José Savino Zamora Zamora

Suppléant
- Rafael Antonio Ortega Matos

## Reconnaissance à l'international
L'Organisation des États américains, le Parlement européen et la Fédération inter-américaine des avocats reconnaissent la légitimité de la Cour, tandis que le régime de Maduro et sa Cour suprême de justice et son Parlement Constituant ne le reconnaissent pas au Venezuela. 